# 2012-es labdarúgó-Európa-bajnokság (selejtező – C csoport)
A 2012-es labdarúgó-Európa-bajnokság selejtezőjének C csoportjának mérkőzéseit tartalmazó lapja. A csoport sorsolását 2010. február 7-én tartották Lengyelország fővárosában, Varsóban. A csoportban körmérkőzéses, oda-visszavágós rendszerben játszottak egymással a labdarúgó-válogatottak.
A csoportban hat válogatott, Olaszország, Szerbia, Észak-Írország, Szlovénia, Észtország és Feröer szerepelt. A csoportelső automatikus Olaszország résztvevője lett a 2012-es labdarúgó-Európa-bajnokságnak. A csoport második helyezettje, Észtország pótselejtezőt játszik.

## Tabella
| Hely. | Csapat         | M  | Gy | D | V | G+ | G– | Gk  | P  | Továbbjutás                           |     | Olaszország | Észtország | Szerbia | Szlovénia | Észak-Írország | Feröer |
| ----- | -------------- | -- | -- | - | - | -- | -- | --- | -- | ------------------------------------- | --- | ----------- | ---------- | ------- | --------- | -------------- | ------ |
| 1.    | Olaszország    | 10 | 8  | 2 | 0 | 20 | 2  | +18 | 26 | Kijutott a 2012-es Európa-bajnokságra |     | —           | 3–0        | 3–0     | 1–0       | 3–0            | 5–0    |
| 2.    | Észtország     | 10 | 5  | 1 | 4 | 15 | 14 | +1  | 16 | Pótselejtezőbe került                 |     | 1–2         | —          | 1–1     | 0–1       | 4–1            | 2–1    |
| 3.    | Szerbia        | 10 | 4  | 3 | 3 | 13 | 12 | +1  | 15 |                                       |     | 1–1         | 1–3        | —       | 1–1       | 2–1            | 3–1    |
| 4.    | Szlovénia      | 10 | 4  | 2 | 4 | 11 | 7  | +4  | 14 |                                       | 0–1 | 1–2         | 1–0        | —       | 0–1       | 5–1            |        |
| 5.    | Észak-Írország | 10 | 2  | 3 | 5 | 9  | 13 | −4  | 9  |                                       | 0–0 | 1–2         | 0–1        | 0–0     | —         | 4–0            |        |
| 6.    | Feröer         | 10 | 1  | 1 | 8 | 6  | 26 | −20 | 4  |                                       | 0–1 | 2–0         | 0–3        | 0–2     | 1–1       | —              |        |

1. ↑  Az Olaszország–Szerbia mérkőzés szurkolói rendbontás miatt a kiírt időpontnál 35 perccel később kezdődött, majd a 6. percben félbeszakadt.[1] Az UEFA döntése értelmében a mérkőzést 3–0-s gólaránnyal az olasz csapat javára írták. A szerbeknek egy mérkőzést zárt kapuk mögött kell lejátszani és további egy mérkőzésre vonatkozóan ugyanilyen büntetést kaptak, felfüggesztve. Az olaszok egy mérkőzésre vonatkozóan zárt kapus büntetést kaptak, felfüggesztve. Mindkét szövetséget pénzbüntetéssel is sújtották.[2][3]

## Mérkőzések
Az UEFA versenyszabályzatának 11.04 pontja szerint a csoportban szereplő országok labdarúgó-szövetségeinek a sorsolást követően 30 napjuk volt arra, hogy az egyes mérkőzések időpontjairól megegyezzenek.
A csoportban szereplő országok labdarúgó-szövetségei a mérkőzések dátumairól 2010. március 8-án egyeztettek.
| 2010. augusztus 11. 20:00 (UTC+3) |

| Észtország               | 2–1               | Feröer         |
| ------------------------ | ----------------- | -------------- |
| Saag 90+1' Piiroja 90+3' | (0–1) Jegyzőkönyv | Edmundsson 28' |

| A. Le Coq Arena, Tallinn Nézőszám: 5201 Játékvezető: Ante Vučemilović-Šimunović (horvát) |

| 2010. szeptember 3. 20:00 (UTC+3) |

| Észtország | 1–2               | Olaszország             |
| ---------- | ----------------- | ----------------------- |
| Zenjov 31' | (1–0) Jegyzőkönyv | Cassano 60' Bonucci 64' |

| A. Le Coq Arena, Tallinn Nézőszám: 9550 Játékvezető: Carlos Velasco Carballo (spanyol) |

| 2010. szeptember 3. 18:00 (UTC+1) |

| Feröer | 0–3               | Szerbia                               |
| ------ | ----------------- | ------------------------------------- |
|        | (0–2) Jegyzőkönyv | Lazović 14' Stanković 18' Žigić 90+1' |

| Tórsvøllur Stadion, Tórshavn Nézőszám: 1 500 Játékvezető: Albert Toussaint (luxemburgi) |

| 2010. szeptember 3. 20:45 (UTC+2) |

| Szlovénia | 0–1               | Észak-Írország |
| --------- | ----------------- | -------------- |
|           | (0–0) Jegyzőkönyv | Evans 70'      |

| Stadion Ljudski vrt, Maribor Nézőszám: 11 582 Játékvezető: Pavel Cristian Balaj (román) |

| 2010. szeptember 7. 20:30 (UTC+2) |

| Szerbia   | 1–1               | Szlovénia     |
| --------- | ----------------- | ------------- |
| Žigić 86' | (0–0) Jegyzőkönyv | Novakovič 63' |

| Crvena zvezda Stadion, Belgrád Nézőszám: 30 000 Játékvezető: Olegário Benquerença (portugál) |

| 2010. szeptember 7. 20:50 (UTC+2) |

| Olaszország                                                       | 5–0               | Feröer |
| ----------------------------------------------------------------- | ----------------- | ------ |
| Gilardino 11' de Rossi 22' Cassano 27' Quagliarella 81' Pirlo 90' | (3–0) Jegyzőkönyv |        |

| Artemio Franchi Stadion, Firenze Nézőszám: 19 266 Játékvezető: Aljakszej Kulbakov (fehérorosz) |

| 2010. október 8. 20:30 (UTC+2) |

| Szerbia        | 1–3               | Észtország                                   |
| -------------- | ----------------- | -------------------------------------------- |
| Kuzmanović 60' | (0–0) Jegyzőkönyv | Kink 63' Vassiljev 73' Luković 90+1' (öngól) |

| Crvena zvezda Stadion, Belgrád Nézőszám: 10 000 Játékvezető: Makszim Lajuskin (orosz) |

| 2010. október 8. 19:45 (UTC+1) |

| Észak-Írország | 0–0         | Olaszország |
| -------------- | ----------- | ----------- |
|                | Jegyzőkönyv |             |

| Windsor Park, Belfast Nézőszám: 15 150 Játékvezető: Tony Chapron (francia) |

| 2010. október 8. 20:45 (UTC+2) |

| Szlovénia                                             | 5–1               | Feröer          |
| ----------------------------------------------------- | ----------------- | --------------- |
| Matavž 25' 36' 66' Novakovič 72' (11-esből) Dedič 84' | (2–0) Jegyzőkönyv | Mouritsen 90+3' |

| Stožice Stadion, Ljubljana Nézőszám: 15 750 Játékvezető: Sztaniszlav Todorov (bolgár) |

| 2010. október 12. 16:00 (UTC+1) |

| Feröer    | 1–1               | Észak-Írország |
| --------- | ----------------- | -------------- |
| Holst 60' | (0–0) Jegyzőkönyv | Lafferty 76'   |

| Svangaskarð Stadion, Toftir Nézőszám: 1921 Játékvezető: Cyril Zimmermann (svájci) |

| 2010. október 12. 20:50 (UTC+2) |

| Olaszország | 3–0 megállapított eredmény | Szerbia |
| ----------- | -------------------------- | ------- |
|             |                            |         |

| Luigi Ferraris Stadion, Genova Játékvezető: Craig Thomson (skót) |

- Szurkolói rendbontás miatt a mérkőzés a kiírt időpontnál 35 perccel később kezdődött, majd a 6. percben félbeszakadt.[1]

| 2010. október 12. 21:30 (UTC+3) |

| Észtország | 0–1               | Szlovénia              |
| ---------- | ----------------- | ---------------------- |
|            | (0–0) Jegyzőkönyv | Sidorenkov 66' (öngól) |

| A. Le Coq Arena, Tallinn Nézőszám: 5722 Játékvezető: Tommy Skjerven (norvég) |

| 2011. március 25. 20:30 (UTC+1) |

| Szerbia                | 2–1               | Észak-Írország |
| ---------------------- | ----------------- | -------------- |
| Pantelić 65' Tošić 74' | (0–1) Jegyzőkönyv | McAuley 40'    |

| Crvena zvezda Stadion, Belgrád Nézőszám: 200 Játékvezető: Serge Gumienny (belga) |

| 2011. március 25. 20:45 (UTC+1) |

| Szlovénia | 0–1               | Olaszország  |
| --------- | ----------------- | ------------ |
|           | (0–0) Jegyzőkönyv | T. Motta 73' |

| Stožice Stadion, Ljubljana Nézőszám: 16 500 Játékvezető: Felix Brych (német) |

| 2011. március 29. 21:30 (UTC+3) |

| Észtország    | 1–1               | Szerbia      |
| ------------- | ----------------- | ------------ |
| Vassiljev 84' | (0–1) Jegyzőkönyv | Pantelić 38' |

| A. Le Coq Arena, Tallinn Nézőszám: 5185 Játékvezető: Bas Nijhuis (holland) |

| 2011. március 29. 19:45 (UTC+1) |

| Észak-Írország | 0–0         | Szlovénia |
| -------------- | ----------- | --------- |
|                | Jegyzőkönyv |           |

| Windsor Park, Belfast Nézőszám: 11 299 Játékvezető: Björn Kuipers (holland) |

| 2011. június 3. 18:30 (UTC+1) |

| Feröer | 0–2               | Szlovénia                                    |
| ------ | ----------------- | -------------------------------------------- |
|        | (0–1) Jegyzőkönyv | Šuler 25′ Matavž 29' Baldvinsson 47' (öngól) |

| Tórsvøllur Stadion, Tórshavn Nézőszám: 974 Játékvezető: Oliver Drachta (osztrák) |

| 2011. június 3. 20:50 (UTC+2) |

| Olaszország                       | 3–0               | Észtország |
| --------------------------------- | ----------------- | ---------- |
| Rossi 21' Cassano 39' Pazzini 68' | (2–0) Jegyzőkönyv |            |

| Stadio Alberto Braglia, Modena Nézőszám: 21 151 Játékvezető: Alexandru Dan Tudor (román) |

| 2011. június 7. 19:30 (UTC+1) |

| Feröer                                   | 2–0               | Észtország |
| ---------------------------------------- | ----------------- | ---------- |
| Benjaminsen 43' (11-esből) A. Hansen 47' | (2–0) Jegyzőkönyv |            |

| Svangaskarð Stadion, Toftir Nézőszám: 1715 Játékvezető: Antti Munukka (finn) |

| 2011. augusztus 10. 19:45 (UTC+1) |

| Észak-Írország                      | 4–0               | Feröer |
| ----------------------------------- | ----------------- | ------ |
| Hughes 5' Davis 66' McCourt 71' 87' | (1–0) Jegyzőkönyv |        |

| Windsor Park, Belfast Nézőszám: 15 000 Játékvezető: Emir Alecković (bosznia-hercegovinai) |

| 2011. szeptember 2. 19:45 (UTC+1) |

| Feröer | 0–1               | Olaszország |
| ------ | ----------------- | ----------- |
|        | (0–1) Jegyzőkönyv | Cassano 11' |

| Tórsvøllur Stadion, Tórshavn Nézőszám: 5654 Játékvezető: Bognár Tamás (magyar) |

| 2011. szeptember 2. 20:45 (UTC+2) |

| Szlovénia  | 1–2               | Észtország                         |
| ---------- | ----------------- | ---------------------------------- |
| Matavž 78' | (0–1) Jegyzőkönyv | Vassiljev 29' (11-esből) Purje 81' |

| Stožice Stadion, Ljubljana Nézőszám: 15 480 Játékvezető: Stephan Studer (svájci) |

| 2011. szeptember 2. 19:45 (UTC+1) |

| Észak-Írország | 0–1               | Szerbia      |
| -------------- | ----------------- | ------------ |
|                | (0–0) Jegyzőkönyv | Pantelić 67' |

| Windsor Park, Belfast Nézőszám: 13 026 Játékvezető: Thomas Einwaller (osztrák) |

| 2011. szeptember 6. 20:30 (UTC+2) |

| Szerbia                                     | 3–1               | Feröer          |
| ------------------------------------------- | ----------------- | --------------- |
| Milan Jovanović 6' Tošić 22' Kuzmanović 69' | (2–1) Jegyzőkönyv | Benjaminsen 37' |

| Stadion FK Partizan, Belgrád Játékvezető: Arman Amirkhanyan (örmény) |

| 2011. szeptember 6. 21:30 (UTC+3) |

| Észtország                              | 4–1               | Észak-Írország      |
| --------------------------------------- | ----------------- | ------------------- |
| Vunk 28' Kink 32' Zenjov 59' Saag 90+3' | (2–1) Jegyzőkönyv | Piiroja 40' (öngól) |

| A. Le Coq Arena, Tallinn Játékvezető: Daniel Stålhammar (svéd) |

| 2011. szeptember 6. 20:45 (UTC+2) |

| Olaszország | 1–0               | Szlovénia |
| ----------- | ----------------- | --------- |
| Pazzini 85' | (0–0) Jegyzőkönyv |           |

| Stadio Artemio Franchi, Firenze Játékvezető: Svein Oddvar Moen (norvég) |

| 2011. október 7. 19:45 (UTC+1) |

| Észak-Írország | 1–2               | Észtország                   |
| -------------- | ----------------- | ---------------------------- |
| Davis 22'      | (1–0) Jegyzőkönyv | Vassiljev 77' (11-esből) 84' |

| Windsor Park, Belfast Játékvezető: Manuel Gräfe (német) |

| 2011. október 7. 20:45 (UTC+2) |

| Szerbia      | 1–1               | Olaszország  |
| ------------ | ----------------- | ------------ |
| Ivanović 26' | (1–1) Jegyzőkönyv | Marchisio 2' |

| Crvena Zvezda Stadion, Belgrád Játékvezető: Pedro Proença (portugál) |

| 2011. október 11. 20:45 (UTC+2) |

| Olaszország                         | 3–0               | Észak-Írország |
| ----------------------------------- | ----------------- | -------------- |
| Cassano 21' 53' McAuley 74' (öngól) | (1–0) Jegyzőkönyv |                |

| Stadio Adriatico, Pescara Játékvezető: Antonio Mateu Lahoz (spanyol) |

| 2011. október 11. 20:45 (UTC+2) |

| Szlovénia   | 1–0               | Szerbia |
| ----------- | ----------------- | ------- |
| Vršič 45+1' | (1–0) Jegyzőkönyv |         |

| Stadion Ljudski vrt, Maribor Játékvezető: Frank De Bleeckere (belga) |

## Gólszerzők
| Helyezés | Játékos               | Ország         | Gólok |
| -------- | --------------------- | -------------- | ----- |
| 1        | Nikola Žigić          | Szerbia        | 3     |
| 1        | Tim Matavž            | Szlovénia      | 3     |
| 3        | Konstantin Vassiljev  | Észtország     | 2     |
| 3        | Antonio Cassano       | Olaszország    | 2     |
| 3        | Marko Pantelić        | Szerbia        | 2     |
| 3        | Milivoje Novakovič    | Szlovénia      | 2     |
| 7        | Tarmo Kink            | Észtország     | 1     |
| 7        | Raio Piiroja          | Észtország     | 1     |
| 7        | Kaimar Saag           | Észtország     | 1     |
| 7        | Sergei Zenjov         | Észtország     | 1     |
| 7        | Jóan Símun Edmundsson | Feröer         | 1     |
| 7        | Christian Holst       | Feröer         | 1     |
| 7        | Christian Mouritsen   | Feröer         | 1     |
| 7        | Leonardo Bonucci      | Olaszország    | 1     |
| 7        | Daniele de Rossi      | Olaszország    | 1     |
| 7        | Alberto Gilardino     | Olaszország    | 1     |
| 7        | Thiago Motta          | Olaszország    | 1     |
| 7        | Andrea Pirlo          | Olaszország    | 1     |
| 7        | Fabio Quagliarella    | Olaszország    | 1     |
| 7        | Corry Evans           | Észak-Írország | 1     |
| 7        | Kyle Lafferty         | Észak-Írország | 1     |
| 7        | Gareth McAuley        | Észak-Írország | 1     |
| 7        | Danko Lazović         | Szerbia        | 1     |
| 7        | Dejan Stanković       | Szerbia        | 1     |
| 7        | Zoran Tošić           | Szerbia        | 1     |
| 7        | Zlatko Dedič          | Szlovénia      | 1     |

Öngólok
- Aleksandar Luković  Észtország ellen.
- Andrei Sidorenkov  Szlovénia ellen.

## Nézőszám
| Ország         | Legmagasabb | Legalacsonyabb | Átlagos |
| -------------- | ----------- | -------------- | ------- |
| Észtország     | 9 000       | 5 201          | 7 101   |
| Feröer         | 1 500       | 1 500          | 1 500   |
| Olaszország    | 19 266      | 19 266         | 19 266  |
| Észak-Írország | 15 150      | 15 150         | 15 150  |
| Szerbia        | 30 000      | 10 000         | 20 000  |
| Szlovénia      | 15 750      | 12 435         | 14 592  |